# Недбай, Зоя Васильевна
Зоя Васильевна Недбай (2 декабря 1942 года, Одесса — 22 марта 1990, Киев) — советская киноактриса.

## Биография
Родилась в 1942 году в Одессе в рабочей семье.
В 1961 году поступила и в 1965 окончила Киевский театральный институт на совместный актерско-режиссерский курс под руководством педагога Ивченко Виктора Илларионовича. Помимо студентов по режиссерскому направлению на актерскую специализацию поступили и окончили курс Бабий Виталий, Драпа (Манара) Елена, Алла (Ада) Петровна Волошина (Ракова), Иван Симоненко, Юрий Гаврилюк, Виктор Степаненко, Виталий Дорошенко, Алексей Кондратенко, Гафия Кополовец, Светлана Сологуб (Кондратова), Иван Миколайчук, Раиса Недашковская, Борислав Брондуков и Валерий Бессараб. Также на этот же курс поступала Новосядлова Нона (Терентьева), но в 1963 году перевелась в Москву в театральное училище им.Щукина.
Зоя Недбай еще на первом курсе снялась в биографическом фильме «Михаил Романов», а затем сыграла бригадира нефтяников - Мариам Алиеву в картине «Есть и такой остров».
С 1965 года — актриса Киевской киностудии имени А. П. Довженко.
В книге о Параджанове из серии «Жизнь замечательных людей» (ЖЗЛ) упоминается эпизод в 1967 году на съемках «Цвет граната» с попыткой женитьбы режиссера на Зое Недбай, но которая окончилась ничем из-за реакции его матери, которой не понравился наряд невесты - короткая миниюбка.
Была замужей за актером Николаем Сектименко. Вместе они снимались в фильмах «Будни уголовного розыска», «Быть человеком» и «Каждый вечер после работы». В семье родился сын Иван, но через 6 лет пара рассталась.
В 1972 году была принята Союз кинематографистов Украинской ССР.
Умерла в 1990 году в Киеве.

## Фильмография
- 1961 — Михайло Романов — Маша (во время учебы на первом курсе)
- 1963 — Есть и такой остров — Мариам (главная роль)
- 1965 — «Входящая в море» (короткометражный, дипломная работа Осыка Леонида) — девушка на море.
- 1966 — Два года над пропастью — в эпизоде
- 1966 — Киевские фрески (короткометражный)  — девушка с обручами в красном трико[6]
- 1967 — Берег надежды — в эпизоде
- 1968 — Карантин — Лиля Резник, лаборантка — главная роль
- 1968 — Гольфстрим — в эпизоде
- 1970 — Мир хижинам, война дворцам — Роза
- 1970 — Семья Коцюбинских — в эпизоде
- 1971 — Инспектор уголовного розыска — Нина Петровна, сотрудница сберкассы
- 1973 — Будни уголовного розыска — Нина Петровна, сотрудница сберкассы
- 1973 — Каждый вечер после работы — Комарикова, учительница
- 1973 — Быть человеком — Жукова
- 1973 — Старая крепость — жена доктора
- 1975 — Каштанка — Марья
- 1982 — Полёты во сне и наяву — в эпизоде
- 1984 — За ночью день идёт[укр.] — немецкий врач
- 1987 — К расследованию приступить — в эпизоде
- 1989 — Дорога через руины — женщина, читающая молитву
- 1989 — Трудно быть богом — в эпизоде
- 1990 — Война на западном направлении — в эпизоде

## Критика и оценки
Зоя снялась в главной роли в фильме «Есть и такой остров». В кинофильме «Карантин», где не так много ролей и она играет заметную роль, отмеченную критиками:

Фильм задуман как психологическая драма, как столкновение различных жизненных позиций, характеров, темпераментов. Замысел обещающий. И ученых играют хорошие актеры — А. Глазырин, Л. Хитяева, З. Недбай, В. Заманский, Ю. Каморный. Но насколько интересны, по-человечески содержательны герои? Настоящие роли — с мыслями, поступками, активным действием — сценарий дал только двум из пяти. Остальным актерам не на чем развернуться. Достоверность показа лабораторий и опытов не восполняет эскизности характеров. Да и существо споров о моральном долге ученого намечено лишь пунктирно. Фильм иллюстрирует общеизвестное: труд ученого часто связан со смертельным риском. Но разве этого достаточно для глубокого и волнующего рассказа о людях переднего края науки?— журнал «Советский экран», 1969 год
Цитата из Энциклопедии современной Украины:

Лирико-драматическое дарование Недбай нашло яркое воплощение в образах как современниц, так и представительниц прошлых поколений. Ее роли отмечены мастерством и убедительностью сценарного образа. Творческой манере Нетбай были присущи сдержанность, лаконичность актерских средств при огромном внутреннем напряжении.
Оригинальный текст: Лірико-драм. обдарування Н. знайшло яскраве втілення в образах як сучасниць, так і представниць минулих поколінь. Її ролі відзначені майстерністю і переконливістю сценіч. образу. Твор. манері Н. були притаманні стриманість, лаконічність актор. засобів при величез. внутр. напрузі.— Энциклопедия современной Украины (Том 23) 2021 год.
Упоминание в издании Правления Союза писателей Украины:

Считаю непростительным грехом перед памятью Виктора Илларионовича Ивченко и других, кто стоял у истоков, перед историей и культурой в целом то, что "профукали" колыбель кино Украины - тот самый корпус в Лавре, где учились ставшие мегазвездами актеры первого набора: Раиса Недашковская, Иван Миколайчук, Борислав Брондуков, Зоя Недбай, Валерий Бессараб и многие другие.— 2003 год. Выпуски 5-8. "Радуга" орган Правления Союза писателей Украины Издание: Радянськый пысьменник
В последней цитате упоминается ситуация, когда Кинофакультет театрального института убрали из корпуса в Лавре и переместили на улицу Щорса, чтобы на его месте разместить Академию по управлению кадрами культуры.